# Liste der Biografien/Pir
Liste der Biografien |
Portal Biografien |
Personensuche
# |
A |
B |
C |
D |
E |
F |
G |
H |
I |
J |
K |
L |
M |
N |
O |
P |
Q |
R |
S |
T |
U |
V |
W |
X |
Y |
Z |
?
 
Pa |
Pc |
Pe |
Pf |
Ph |
Pi |
Pj |
Pk |
Pl |
Pm |
Pn |
Po |
Pr |
Ps |
Pt |
Pu |
Pv |
Pw |
Py
 
Pia |
Pib |
Pic |
Pid |
Pie |
Pif |
Pig |
Pih |
Pii |
Pij |
Pik |
Pil |
Pim |
Pin |
Pio |
Pip |
Piq |
Pir |
Pis |
Pit |
Piu |
Piv |
Piw |
Pix |
Piy |
Piz
Die Liste der Biografien führt alle Personen auf, die in der deutschsprachigen Wikipedia einen Artikel haben. Dieses ist eine Teilliste mit 375 Einträgen von Personen, deren Namen mit den Buchstaben „Pir“ beginnt.

## Pir
- Pir Sultan Abdal († 1550), türkisch-alevitischer Dichter
- Pir, Kemal (1952–1982), türkischer PKK Mitbegründer
- Pir, Ziya (* 1970), türkischer Politiker und Abgeordneter für die HDP (Demokratische Partei der Völker) im türkischen Parlament

### Pira
- Pira, Paul Maximilian (* 1991), deutscher Schauspieler
- Pirak, Anta (1873–1951), schwedisch-samischer Rentierhirte, Autor und Schauspieler
- Piralkov, Svilen (* 1975), spanischer Wasserballspieler
- Piralkova, Isabel (* 2005), spanische Wasserballspielerin
- Piram, biblischer Amoriterkönig von Jarmut
- Piramowicz, Grzegorz (1735–1801), polnischer Schriftsteller, Militärperson und Politiker
- Pirán, Marcos (* 1961), argentinischer römisch-katholischer Geistlicher, Weihbischof in Holguín
- Piran, Tsvi (* 1949), israelischer Astrophysiker
- Pirandello, Fausto (1899–1975), italienischer Maler
- Pirandello, Luigi (1867–1936), italienischer Schriftsteller
- Piranesi, Francesco († 1810), italienischer Kupferstecher und Architekt
- Piranesi, Giovanni Battista (1720–1778), italienischer Kupferstecher, Archäologe, Architekt und ArchitekturtheoretikerGiovanni Battista Piranesi (1720–1778)

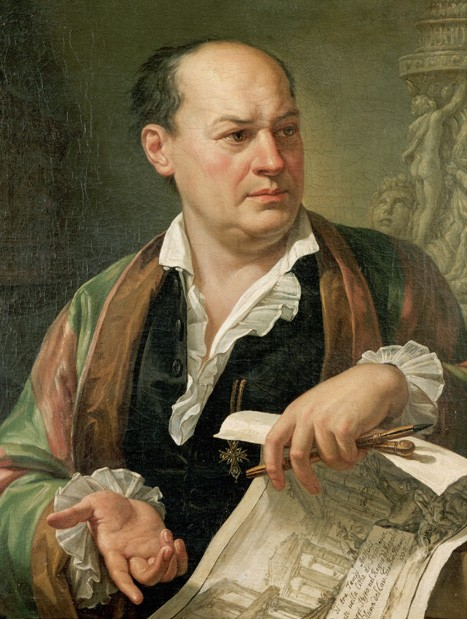
Giovanni Battista Piranesi (1720–1778)

- Piranesi, Laura († 1785), italienische Graphikerin
- Pirani Maggi, Amina (1892–1979), italienische Schauspielerin
- Pirani, Felix (1928–2015), britischer Physiker
- Pirani, Marcello (1880–1968), deutscher Erfinder
- Pirard, Frits (* 1954), niederländischer Radrennfahrer
- Pirard, Jules (1885–1962), französischer Turner
- Piraro, Dan (* 1958), US-amerikanischer Cartoonist
- Piras, Gabriele (* 1999), italienischer Fußballspieler
- Piraschenka, Swjatlana (* 1992), belarussische Tennisspielerin
- Pirastu, Luigi (1913–1984), italienischer kommunistischer Politiker, Senator
- Pirath, Carl (1884–1955), deutscher Bauingenieur, Verkehrswissenschaftler und Hochschullehrer
- Piräus-Maler, griechischer Vasenmaler
- Pirazzi, Emil (1832–1898), deutscher Unternehmer und Schriftsteller
- Pirazzi, Joseph (1799–1868), Unternehmer; Dichter
- Pirazzi, Stefano (* 1987), italienischer Radrennfahrer
- Pirazzini, Daniela (* 1959), italienische Romanistin

### Pirb
- Pirbakas, Maxette (* 1975), französische Politikerin, MdEP

### Pirc
- Pirc Musar, Nataša (* 1968), slowenische Journalistin, Anwältin und PolitikerinNataša Pirc Musar (* 1968)

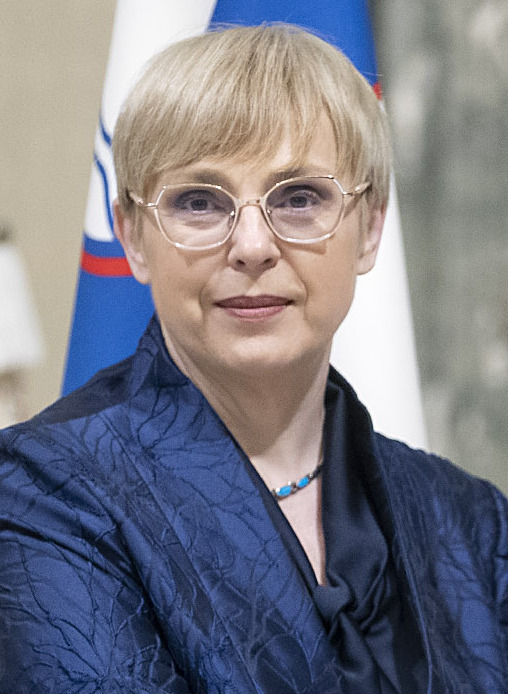
Nataša Pirc Musar (* 1968)

- Pirc, Vasja (1907–1980), jugoslawischer Schachspieler
- Pirce, William A. (1824–1891), US-amerikanischer Politiker
- Pirch, Christoph Wilhelm Rüdiger von (1767–1846), königlich-preußischer Generalmajor
- Pirch, Dubislav Nikolaus von (1693–1768), kurfürstlich sächsischer Generalleutnant
- Pirch, Ewald George von (1728–1797), preußischer Justizjurist, zuletzt Hofgerichtspräsident in Köslin
- Pirch, Franz Otto von (1733–1813), preußischer General der Infanterie
- Pirch, Georg Dubislav Ludwig von (1763–1838), preußischer Generalleutnant
- Pirch, George Lorenz von (1730–1797), preußischer Generalmajor
- Pirch, Gerda (1910–1998), deutsche Leichtathletin
- Pirch, Johann Ernst von (1744–1783), französischer Oberst
- Pirch, Kaspar Franz von (1689–1745), kurfürstlich sächsischer Oberst und Regimentschef
- Pirch, Michael Lorenz von (1687–1761), kurfürstlich sächsischer Generalleutnant
- Pirch, Nikolaus Heinrich von (1736–1808), preußischer Generalmajor, Flügeladjutant Friedrichs des Großen und Kommandant von Graudenz
- Pirch, Otto Ferdinand Dubislav von (1799–1832), preußischer Hauptmann und Reiseschriftsteller
- Pirch, Otto von (1765–1824), preußischer Generalleutnant
- Pirchan, Emil (1884–1957), österreichischer Bühnenbildner, Architekt und Autor
- Pirchan, Emil der Ältere (1844–1928), österreichischer Maler
- Pirchan, Gustav (1881–1945), tschechoslowakischer Archivar und Historiker
- Pirchan, Sigismund († 1472), Abt von Hohenfurt, Weihbischof in Passau
- Pirchegger, Anton (1885–1949), österreichischer Politiker (CS, ÖVP), Abgeordneter zum Nationalrat
- Pirchegger, Grete (* 1941), österreichische Politikerin (ÖVP), Mitglied des Bundesrates
- Pirchegger, Hans (1875–1973), österreichischer Historiker
- Pirchegger, Simon (1889–1946), österreichischer Slawist
- Pircher, Anna (* 2010), österreichische Tennisspielerin
- Pircher, Anne Marie (* 1964), italienische Schriftstellerin (Südtirol)
- Pircher, Jörg (1926–1988), italienischer Südtirolaktivist und Funktionär des Südtiroler Schützenbundes
- Pircher, Karl Emilio (* 1963), italienischer Designer
- Pircher, Marc (* 1978), österreichischer volkstümlicher SchlagermusikerMarc Pircher (* 1978)

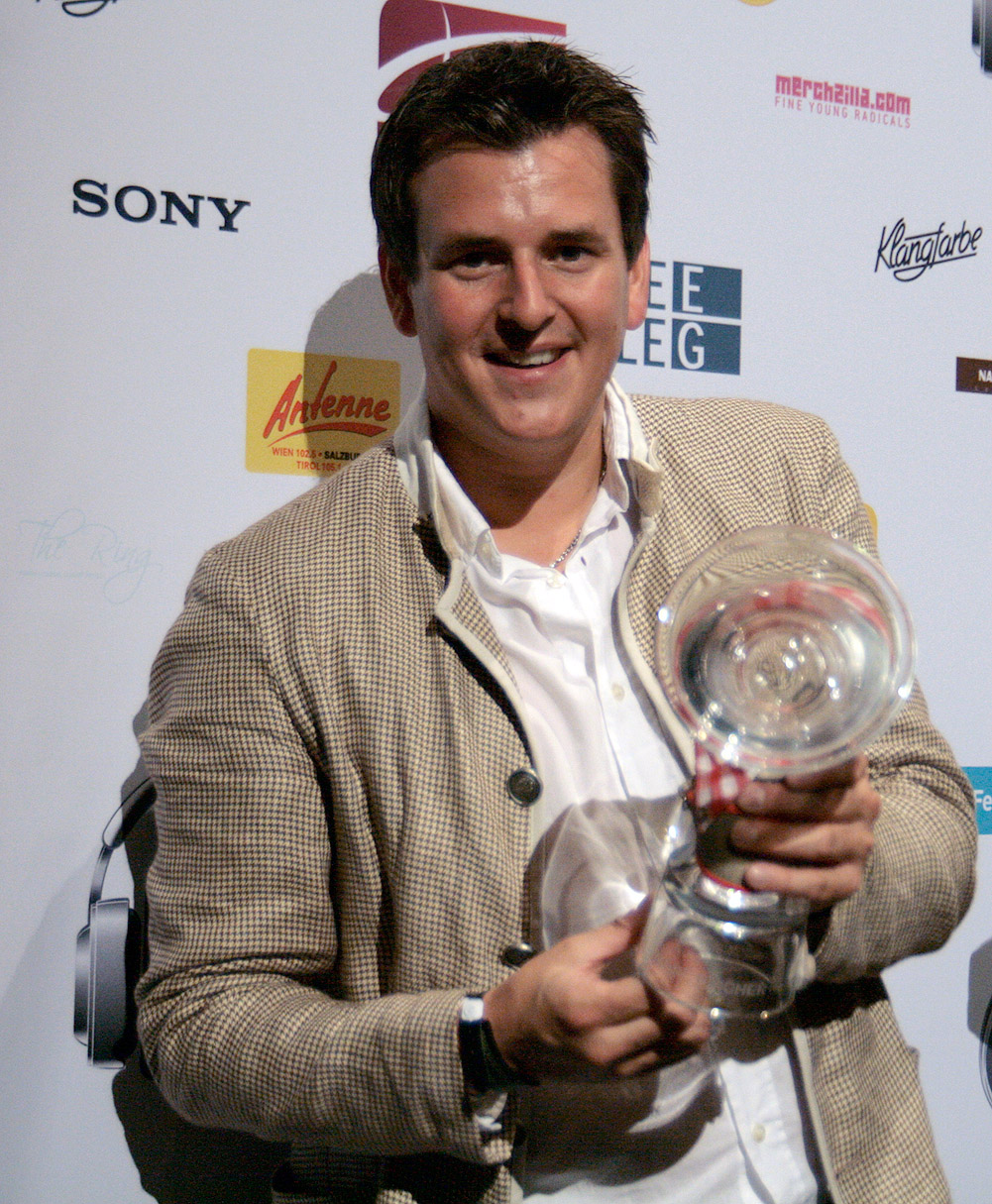
Marc Pircher (* 1978)

- Pircher, Michael (* 1975), österreichischer Alpinskitrainer
- Pircher, Olga (* 1952), österreichische Politikerin (SPÖ), Landtagsabgeordnete
- Pircher, Patrick (* 1982), österreichischer Fußballspieler
- Pircher, Philipp (* 1988), italienischer Eishockeyspieler
- Pircher, Sebastian (* 1976), deutscher Kameramann, Videodesigner und Schauspieler
- Pirchner, Franz (1927–2019), österreichischer Veterinärmediziner, Agrarwissenschaftler und Hochschullehrer
- Pirchner, Werner (1940–2001), österreichischer Komponist
- Pirchner, Wolfram (* 1958), österreichischer Moderator
- Pirckheimer, Caritas (1467–1532), Äbtissin des Nürnberger Klaraklosters
- Pirckheimer, Clara (1480–1533), Äbtissin des Klarissenkloster St. Klara
- Pirckheimer, Euphemia (1486–1547), deutsche Benediktinerin
- Pirckheimer, Hans (1417–1492), Jurist, Humanist, Nürnberger Ratsherr und Gesandter der Stadt Nürnberg
- Pirckheimer, Hans II. († 1400), Nürnberg Patrizier und Ratsherr
- Pirckheimer, Johannes († 1501), deutscher Humanist, Nürnberger Ratsherr, Priester
- Pirckheimer, Sabina (1481–1529), deutsche Benediktinerin
- Pirckheimer, Thomas (1418–1473), deutscher Humanist, Jurist, Domkapitular
- Pirckheimer, Willibald (1470–1530), deutscher HumanistWillibald Pirckheimer (1470–1530)

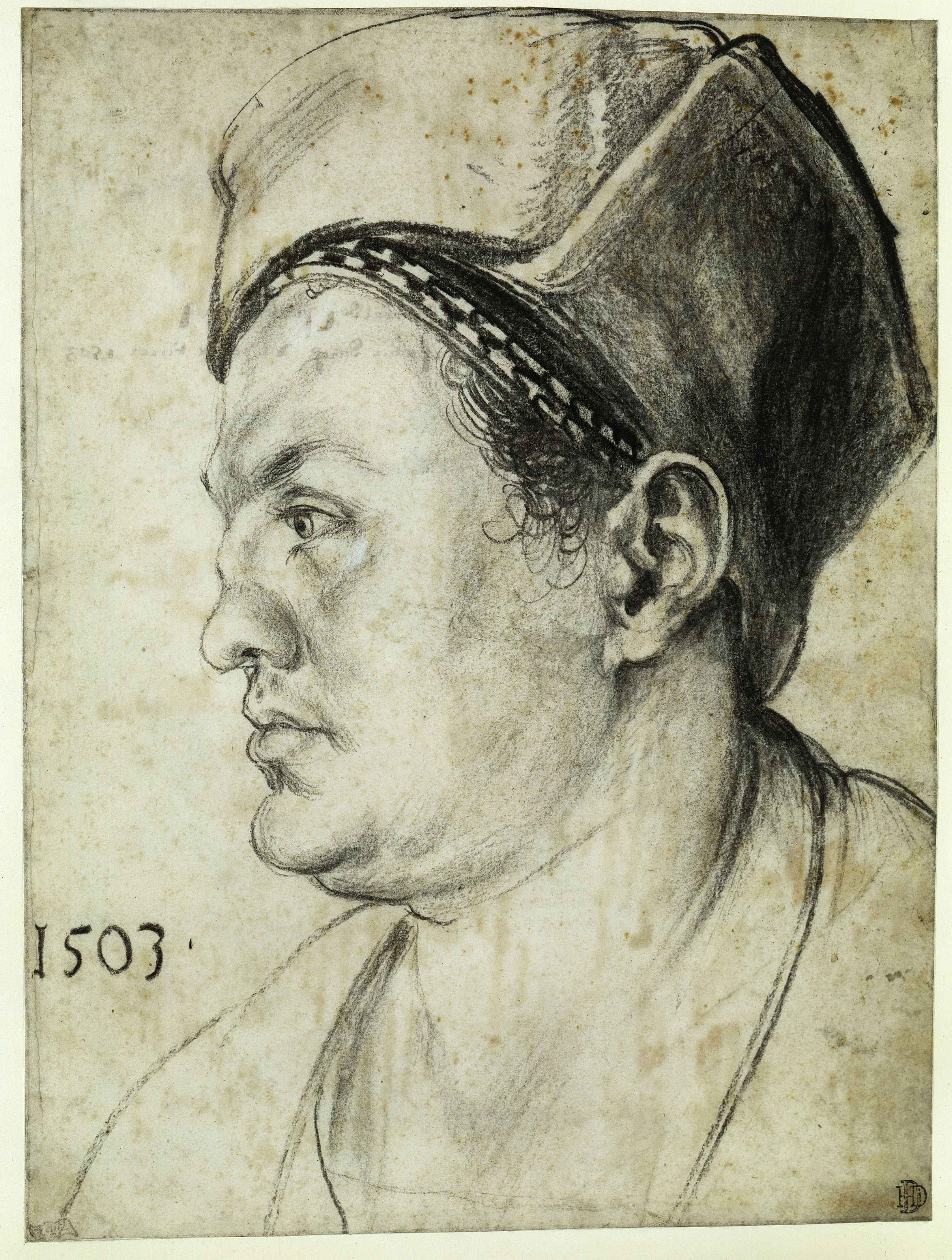
Willibald Pirckheimer (1470–1530)

### Pird
- Pirdeni, Adea (* 1983), albanische Politikerin (PS)

### Pire
- Pire, Christian (1930–2000), französischer Wasserspringer
- Pire, Dominique (1910–1969), belgischer Mönch und Friedensnobelpreisträger
- Pire, Génesis (* 2000), venezolanische Leichtathletin
- Pirela, Felipe (1941–1972), venezolanischer Sänger
- Pirelli, Ana Camila (* 1989), paraguayische Leichtathletin
- Pirelli, Filippo Maria (1708–1771), italienischer Geistlicher, Kurienkardinal
- Pirelli, Gennaro (* 2000), italienischer Judoka
- Pirelli, Giovanni Battista (1848–1932), italienischer Mathematiker, Ingenieur und Freiheitskämpfer
- Pirelli, Leopoldo (1925–2007), italienischer Unternehmer
- Pîremêrd (1867–1950), kurdischer Dichter und Schriftsteller
- Pirenne, Henri (1862–1935), belgischer Historiker
- Pirenne, Jacqueline (1918–1990), französische Archäologin
- Pirenne, Roger (1934–2023), belgischer Ordensgeistlicher, römisch-katholischer Erzbischof von Bertoua
- Pirenne-Delforge, Vinciane (* 1963), belgische Althistorikerin
- Pires da Fonseca, Rolando Jorge (* 1985), kap-verdisch-portugiesischer Fußballspieler
- Pires da Silva, Abel (* 1976), osttimoresischer Politiker
- Pires de Lima, Isabel (* 1952), portugiesische Politikerin und Literaturwissenschaftlerin
- Pires Tavares, Inês (* 2001), portugiesische Schauspielerin
- Pires, Alberto Pereira (* 1929), brasilianischer Fußballspieler
- Pires, Alfredo, Minister für Erdöl und Natürliche Ressourcen, Osttimor
- Pires, André (* 1989), portugiesischer Motorradrennfahrer
- Pires, Angelita, Präsidentschaftskandidatin
- Pires, António (* 1916), portugiesisch-angolanischer Journalist und Schriftsteller
- Pires, Bruno (* 1981), portugiesischer Radrennfahrer
- Pires, Bruno (* 1985), brasilianischer Fußballschiedsrichterassistent
- Pires, Carmelita (* 1963), guinea-bissauische Politikerin
- Pires, Claudinei Alexandre (* 1970), brasilianischer Fußballspieler
- Pires, Cleomar (* 1967), brasilianischer Fußballspieler
- Pires, Emília, Finanzministerin von Osttimor
- Pires, Felipe (* 1995), brasilianischer Fußballspieler
- Pires, Francisco de Assis (1880–1960), brasilianischer römisch-katholischer Geistlicher, Bischof von Crato
- Pirès, Gérard (* 1942), französischer Filmregisseur
- Pires, Glória (* 1963), brasilianische Schauspielerin und Sängerin
- Pires, Jacinto Lucas (* 1974), portugiesischer Schriftsteller, Drehbuchautor und Regisseur
- Pires, João Sancho, osttimoresischer Polizist
- Pires, José Maria (1919–2017), brasilianischer Geistlicher, römisch-katholischer Erzbischof von Paraíba
- Pires, José Nogueira Valente (1914–2010), portugiesischer Gouverneur von Portugiesisch-Timor
- Pires, Mairy (* 2004), venezolanische Leichtathletin
- Pires, Manuel António (1915–1999), portugiesischer römisch-katholischer Geistlicher, Bischof von Kwito-Bié
- Pires, Manuel Jesus (1895–1944), portugiesischer Offizier und Kolonialverwalter in Portugiesisch-Timor
- Pires, Maria, Herrscherin von Cowa
- Pires, Maria João (* 1944), portugiesische PianistinMaria João Pires (* 1944)

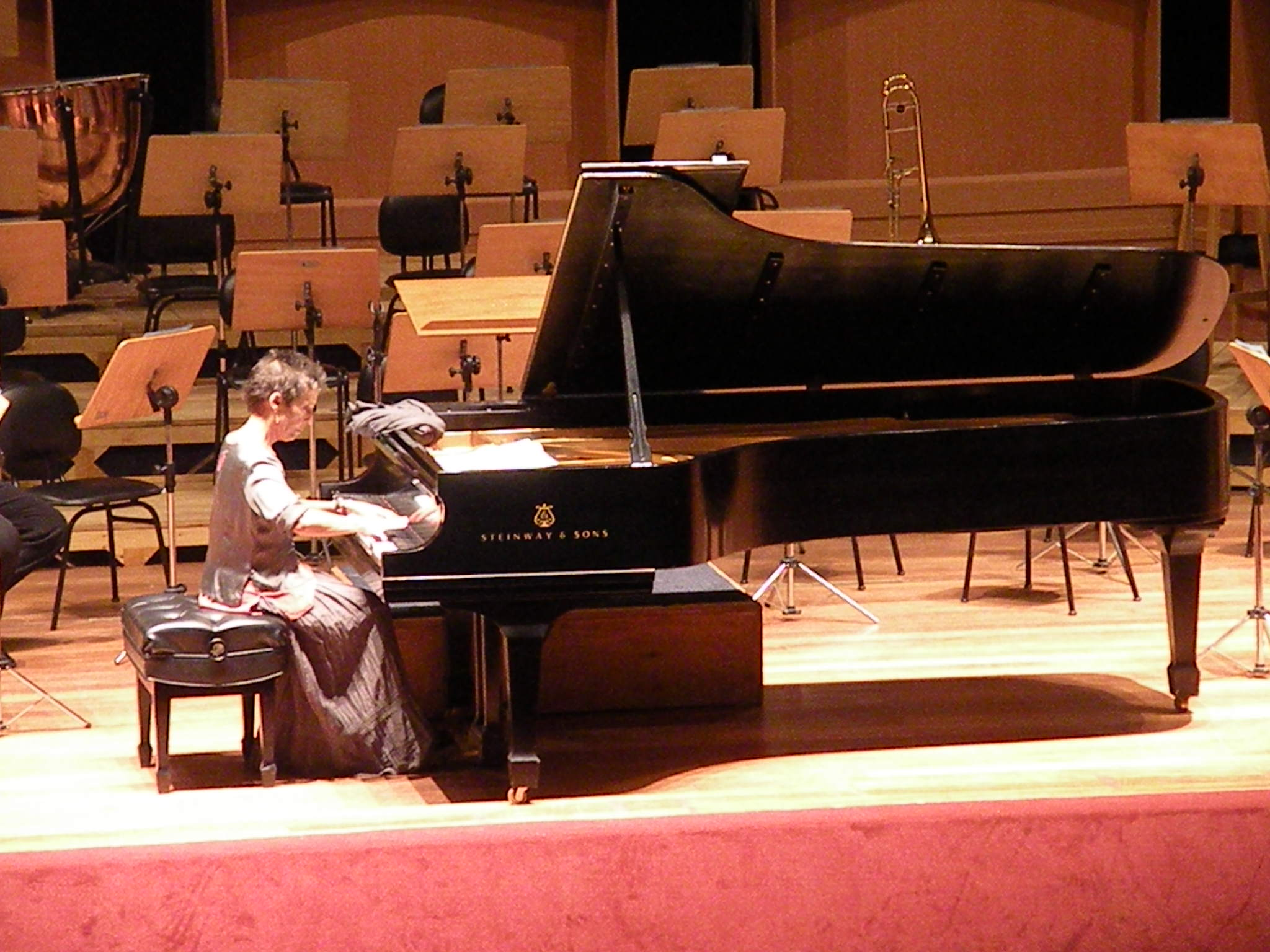
Maria João Pires (* 1944)

- Pires, Mário (* 1949), guinea-bissauischer Politiker, Premierminister von Guinea-Bissau
- Pires, Mário Lemos (1930–2009), portugiesischer Offizier und Gouverneur von Portugiesisch-Timor
- Pires, Milena (* 1966), osttimoresische Politikerin Rechtsanwältin und Diplomatin
- Pires, Paulo (* 1967), portugiesischer Schauspieler und ehemaliges Model
- Pires, Pedro (* 1934), kap-verdischer Politiker, Präsident (2001–2011)
- Pires, Ricardo (* 1987), brasilianischer Fußballspieler
- Pires, Robert (* 1973), französischer Fußballspieler
- Pires, Roger (* 1940), französischer Skilangläufer
- Pires, Salvador Eugénio Soares dos Reis, osttimoresischer Politiker
- Pires, Sandra (* 1969), portugiesisch-österreichisch-timoresische Sängerin
- Pires, Sandra (* 1973), brasilianische Beachvolleyballspielerin
- Pires, Sortelina (* 1977), são-toméische Sprinterin
- Pires, Suzane (* 1992), brasilianisch-portugiesische Fußballspielerin
- Pires, Telmo (* 1972), portugiesischer Sänger
- Pires, Tomé, portugiesischer Apotheker und Pharmakologe, Diplomat und Schriftsteller
- Piret, Solenne (* 1992), französische Parakletterin
- Piretti, Giancarlo (* 1940), italienischer Möbeldesigner
- Piretto, Lorenzo (* 1942), italienischer römisch-katholischer Geistlicher und emeritierter Erzbischof von Izmir
- Pírez, Jhon (* 1993), uruguayischer Fußballspieler
- Pírez, Pablo (* 1990), uruguayischer Fußballspieler

### Pirf
- Pírfano, Iñigo (* 1973), spanischer Dirigent und Komponist

### Pirg
- Pirgu, Saimir (* 1981), albanischer Opernsänger (Tenor)
- Pirgusch, Kschurmanzjan (1940–2024), Anführer der Ersja-Bewegung

### Pirh
- Pirhing, Ehrenreich (1606–1679), deutscher Theologe, Kirchenrechtler und Hochschullehrer

### Piri
- Piri Reis († 1554), türkischer Admiral der osmanischen Flotte und KartographPiri Reis († 1554)

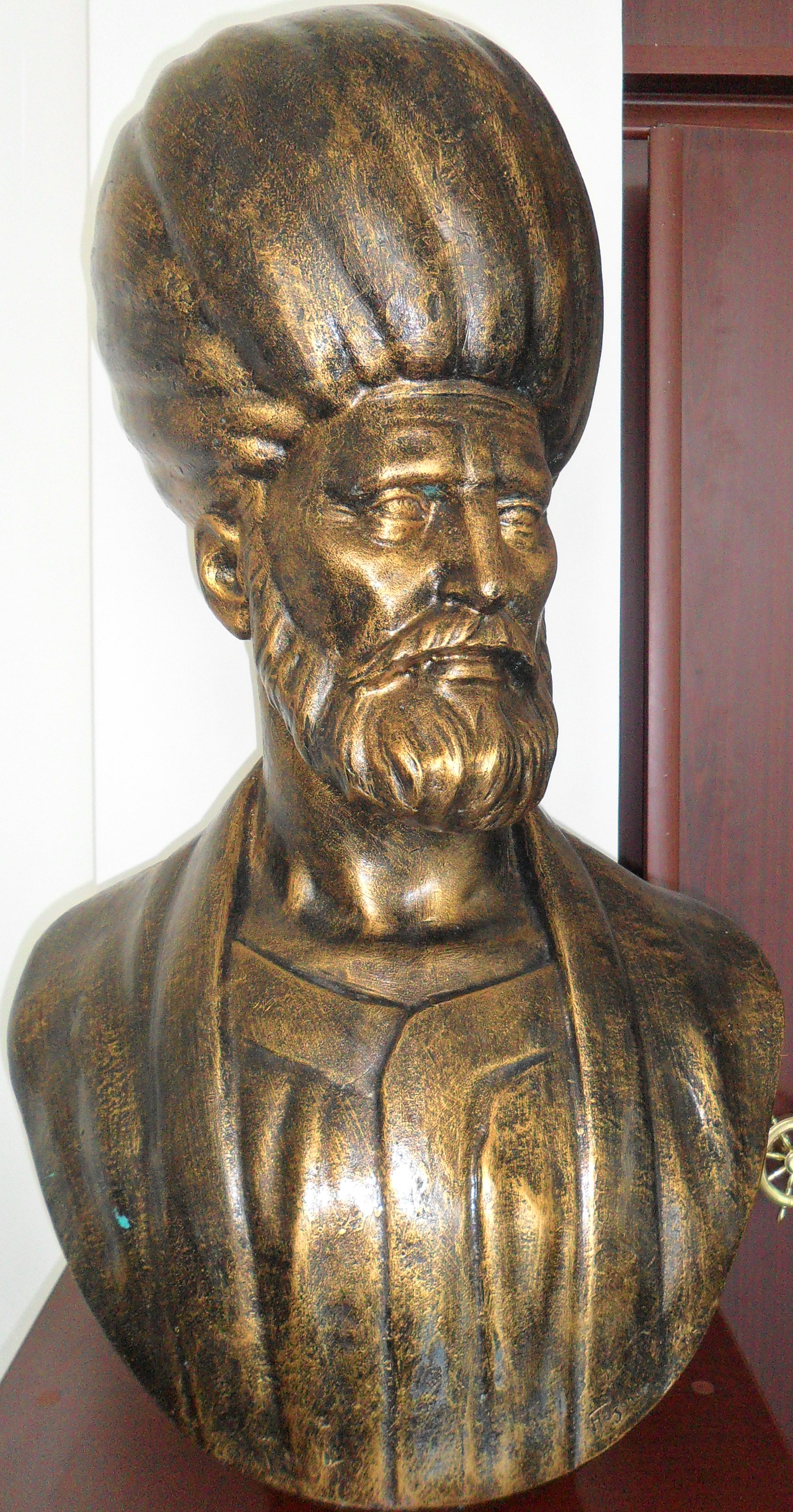
Piri Reis († 1554)

- Piri, Kati (* 1979), niederländische Politikerin (PvdA), MdEP
- Piri, Onurcan (* 1994), türkischer Fußballtorhüter
- Piria, Francisco (1847–1933), uruguayischer Unternehmer, Journalist und Politiker, Gründer des nach ihm benannten Badeortes Piriápolis
- Piria, Raffaele (1814–1865), italienischer Arzt, Chemiker und Politiker, Mitglied der Camera dei deputati
- Piria, Vicky (* 1993), italienische Automobilrennfahrerin
- Pirich, Hermann (1906–1980), deutscher Schriftsteller und Journalist
- Pirich, Karl (1875–1956), österreichischer Architekt
- Pirici, Alexandra (* 1982), rumänische Performancekünstlerin und Filmschauspielerin
- Pirie, Duncan (1858–1931), britischer Politiker und Offizier
- Pirie, Gordon (1931–1991), britischer Leichtathlet
- Pirie, Gordon H. (1918–2003), britischer Politiker
- Pirie, Harvey (1878–1965), britischer Arzt und Bakteriologe
- Pirie, Lockwood (1904–1965), US-amerikanischer Segler
- Pirie, Norman (1907–1997), britischer Biochemiker
- Pirie, Robert S. (1934–2015), US-amerikanischer Jurist, Bankmanager und Büchersammler
- Pirih, Gerhard (* 1968), österreichischer Fußballspieler und Politiker
- Pirih, Metod (1936–2021), jugoslawischer bzw. slowenischer Geistlicher und Bischof von Koper
- Pirih, Miha (* 1978), slowenischer Ruderer
- Pirih, Tomaž (* 1981), slowenischer Ruderer
- Piriler, Seçkin (* 1980), türkische Schauspielerin und Model
- Pirillo, Mario (* 1945), italienischer Politiker (Partito Democratico), MdEP
- Pirillo, Roberto (* 1947), brasilianischer Schauspieler
- Pirim, Akif (* 1968), türkischer bzw. aserbaidschanischer Ringer und Olympiasieger
- Pirinç, Serra (* 1997), türkische Schauspielerin
- Pirinçci, Akif (* 1959), deutscher SchriftstellerAkif Pirinçci (* 1959)

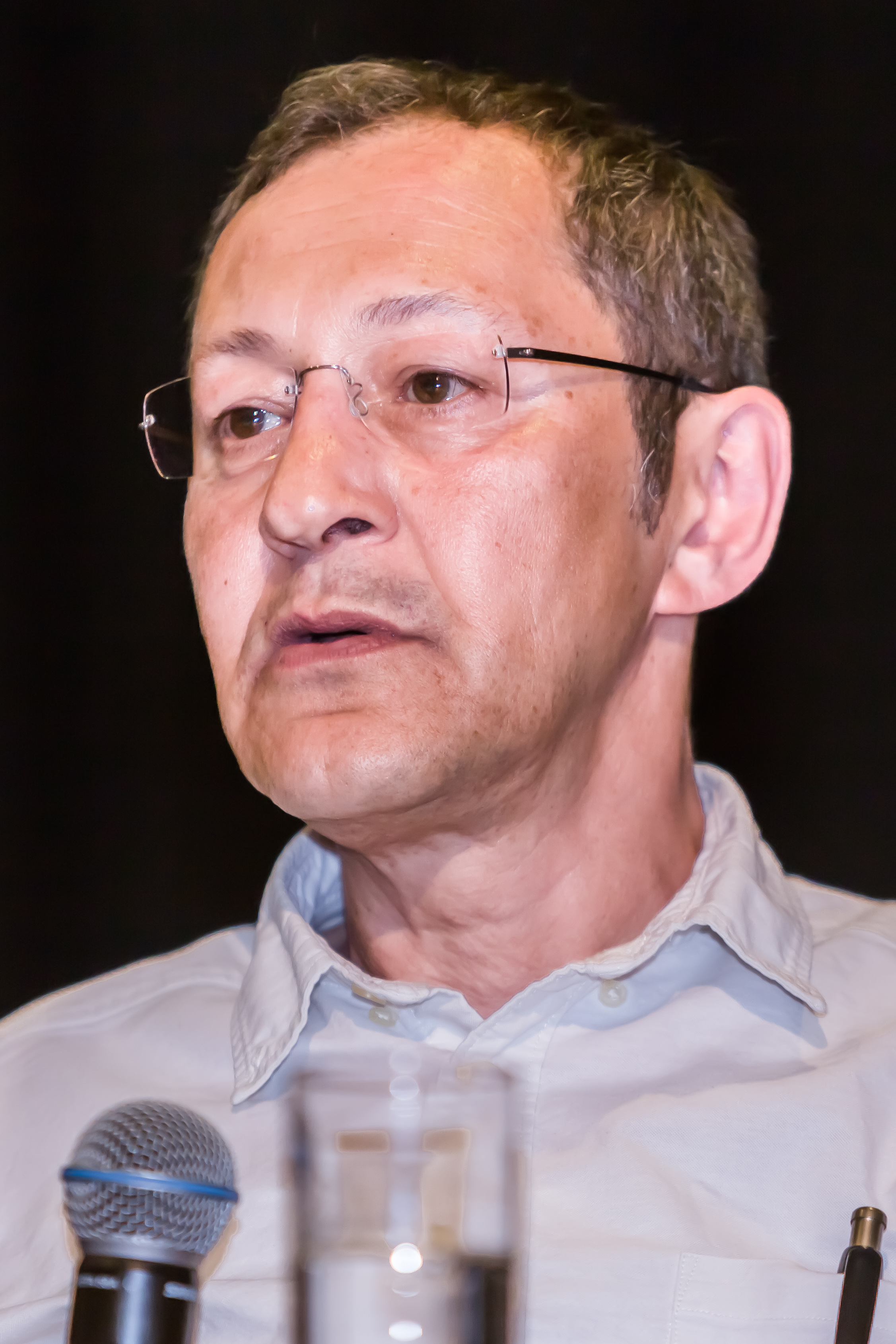
Akif Pirinçci (* 1959)

- Pirinen, Eemeli (* 1993), finnischer Skirennläufer
- Pirinen, Joakim (* 1961), schwedischer Illustrator, Autor, Dramaturg und Comiczeichner
- Pirinen, Juha (* 1991), finnischer Fußballspieler
- Piringer, Beda (1810–1876), österreichischer Lehrer und Politiker
- Piringer, Jörg (* 1974), österreichischer Schriftsteller, Aktionskünstler und Informatiker
- Piringer, Otto (1874–1950), rumäniendeutscher Pfarrer und Schriftsteller
- Pirinski, Georgi (* 1948), bulgarischer Politiker, MdEP
- Piris Da Motta, Robert (* 1994), paraguayischer Fußballspieler
- Piris Frígola, Juan (* 1939), spanischer römisch-katholischer Geistlicher, emeritierter Bischof von Lleida
- Piris, Iván (* 1989), paraguayischer Fußballspieler
- Piris, Jean-Claude (* 1943), französischer Jurist, Diplomat und Autor
- Piriştina, Ahmet (1952–2004), türkischer Politiker albanischer Abstammung
- Piriustana, parthische Königin
- Piriya Nainet (* 1986), thailändischer Fußballspieler
- Píriz, Conduelo († 1976), uruguayischer Fußballspieler
- Píriz, Facundo (* 1990), uruguayischer Fußballspieler
- Píriz, Gonzalo (* 1988), uruguayischer Fußballspieler
- Píriz, Jonathan (* 1986), uruguayischer Fußballspieler
- Píriz, Juan (1902–1946), uruguayischer Fußballspieler
- Píriz, Juan Emilio, uruguayischer Fußballspieler
- Píriz, Sebastián (* 1990), uruguayischer Fußballspieler
- Píriz, Uruguay, uruguayischer Fußballspieler
- Píriz, Víctor (* 1980), uruguayischer Fußballspieler
- Píriz, William (* 1933), uruguayischer Fußballspieler

### Pirj
- Pirjahan, Mahdi (* 1999), iranischer Hürdenläufer
- Pirjetä, Lasse (* 1974), finnischer Eishockeyspieler
- Pirjol, Cristian (* 1982), deutsch-rumänischer Kameramann

### Pirk
- Pirk, Engelbert (1835–1888), Opernsänger (Tenor)
- Pirker, Alois (1855–1931), österreichischer Politiker (DnP), Abgeordneter zum Nationalrat
- Pirker, Daniel (* 1986), österreichischer Fußballspieler
- Pirker, Daniel (* 1990), österreichischer Fußballspieler
- Pirker, Herbert (* 1981), österreichischer Jazzmusiker (Schlagzeug)
- Pirker, Horst (* 1959), österreichischer Manager
- Pirker, Hubert (* 1948), österreichischer Erziehungswissenschaftler und Politiker (ÖVP), Abgeordneter zum Nationalrat, MdEP
- Pirker, Johanna (* 1988), österreichische Informatikerin
- Pirker, Lotte (1877–1963), österreichische Schriftstellerin und Politikerin (SDAP)
- Pirker, Marianne (1717–1782), deutsche Opernsängerin (Sopran)
- Pirker, Michael (1911–1975), österreichischer Politiker (NSDAP), MdR
- Pirker, Peter (1944–2014), österreichischer Journalist, Chefredakteur des Landesstudios Kärnten beim ORF
- Pirker, Peter (* 1970), österreichischer Historiker und Politikwissenschafter
- Pirker, Sebastian (* 2006), österreichischer Fußballspieler
- Pirker, Theo (1922–1995), deutscher Sozialwissenschaftler
- Pirker, Thomas (* 1987), österreichischer Fußballspieler
- Pirker, Viera (* 1977), römisch-katholische Theologin
- Pirkis, Max (* 1989), britischer Filmschauspieler
- Pirkl, Fritz (1925–1993), deutscher Politiker (CSU), MdL, bayerischer Staatsminister, MdEP
- Pirkl, Simon (* 1997), österreichischer Fußballspieler
- Pirklbauer, Erwin (* 1968), österreichischer Leichtathlet
- Pirklbauer, Gerhard (* 1954), österreichischer Komponist und Pianist
- Pirklbauer-Voitl, Heide (* 1942), österreichische Malerin, Grafikerin und Schriftstellerin
- Pirkle, William H. (1934–2018), US-amerikanischer Chemiker
- Pirklhuber, Wolfgang (* 1961), österreichischer Politiker (Grüne), Abgeordneter zum Nationalrat
- Pirkner, Johann (1946–2025), österreichischer Fußballspieler
- Pirkner, Jos (* 1927), österreichischer Bildhauer
- Pírková, Marcela (* 1996), tschechische Sprinterin

### Pirl
- Pirl, Filipe (* 1989), deutscher Synchronsprecher
- Pirlet, Josef (1880–1961), deutscher Bauingenieur
- Pirlet, Karl (1920–2010), deutscher Facharzt und Hochschullehrer
- Pirling, Renate (1929–2022), deutsche Prähistorikerin
- Pirlo, Andrea (* 1979), italienischer Fußballspieler und -trainerAndrea Pirlo (* 1979)

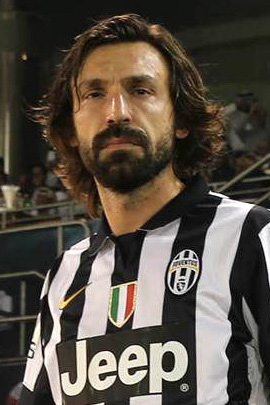
Andrea Pirlo (* 1979)

- Pîrlog, Vitalie (* 1974), moldauischer Politiker und Jurist

### Pirm
- Pirmajer, Josip (1944–2018), jugoslawischer Fußballspieler
- Pirmann, Kurt (1955–2018), deutscher Politiker (SPD)
- Pirmann, Markus (* 1989), österreichischer Eishockeyspieler
- Pirmatow, Ghalymschan (* 1972), kasachischer Geschäftsmann
- Pirmez, Eudore (1830–1890), belgischer Politiker
- Pirminius († 753), Klostergründer und Heiliger

### Pirn
- Pirnat, Helmut (* 1950), österreichischer Kameramann
- Pirnau, Bogdan (* 1988), deutsch-rumänischer Schauspieler und Comedian
- Pirnbacher, Josef, österreichischer Skispringer
- Pirner, Christian (1883–1968), deutscher Offizier, Chef der bayerischen Landespolizei
- Pirner, Dave (* 1964), US-amerikanischer Sänger und Frontmann der Band Soul Asylum
- Pirner, Gitti (* 1943), deutsche Pianistin und Hochschullehrerin
- Pirner, Manfred L. (* 1959), deutscher evangelischer Theologe und Hochschullehrer
- Pirner, Maxmilián (1854–1924), böhmischer Maler und Grafiker
- Pirner, Thomas (* 1964), deutscher Politiker (CSU)
- Pirnes, Esa (* 1977), finnischer Eishockeyspieler
- Pirnia, Dawud († 1971), iranischer Jurist, Musikwissenschaftler und Radioprogrammgestalter
- Pirnia, Hassan (1872–1935), iranischer Politiker und Ministerpräsident Irans
- Pirnia, Hossein (1875–1945), iranischer Politiker
- Pirnie, Alexander (1903–1982), US-amerikanischer Politiker
- Pirnie, Bruce (1942–2024), kanadischer Kugelstoßer

### Piro
- Piro, Ahmed (1932–2024), marokkanischer Musiker
- Piro, Osvaldo (1937–2025), argentinischer Bandoneonist und TangokomponistOsvaldo Piro (1937–2025)

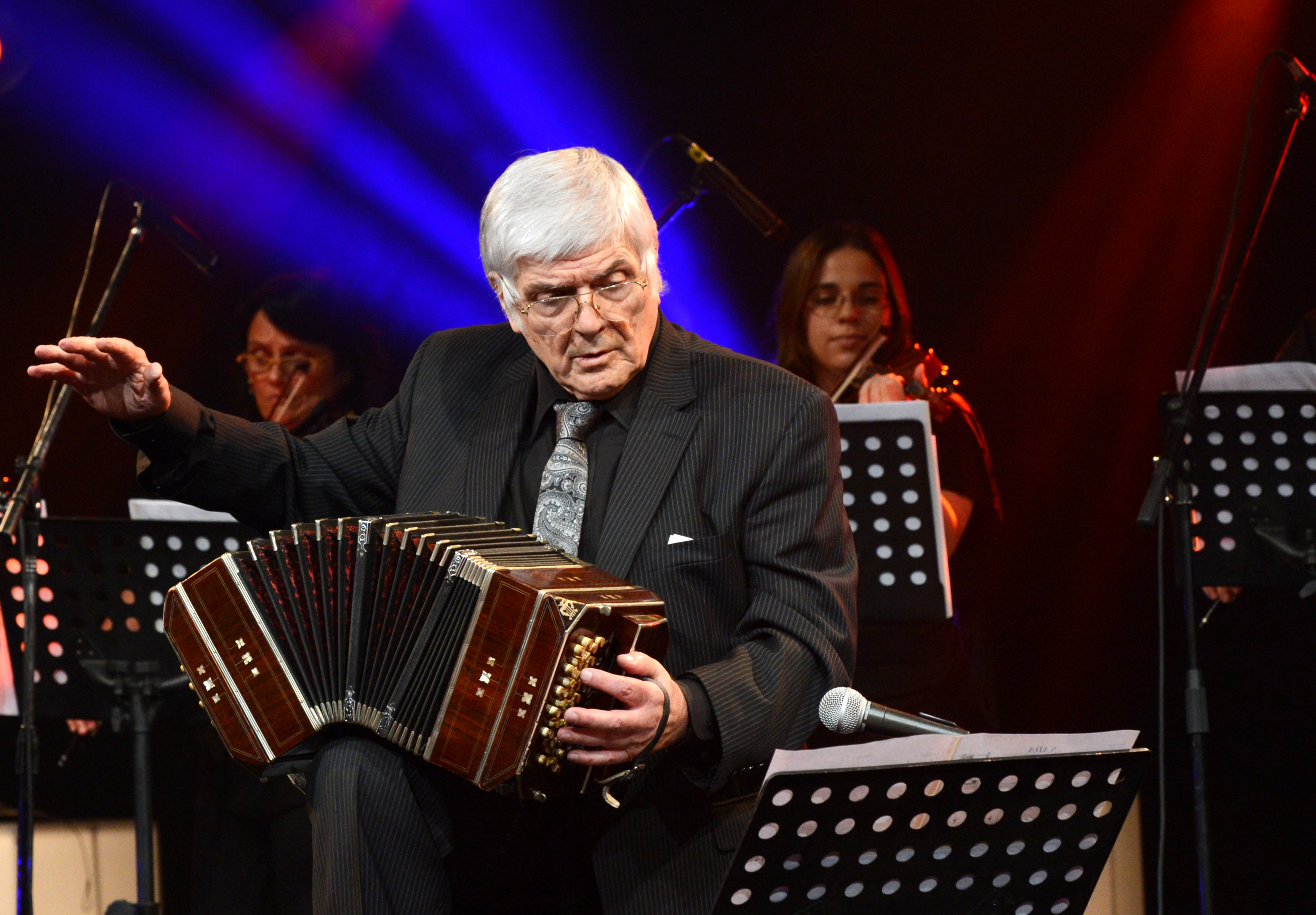
Osvaldo Piro (1937–2025)

- Pirocchi, Renato (1933–2002), italienischer Rennfahrer
- Piroch, Max (1900–1984), deutscher Bildhauer
- Piroch, Tomáš (* 2000), tschechischer Handballspieler
- Piroe, Joël (* 1999), niederländischer FußballspielerJoël Piroe (* 1999)

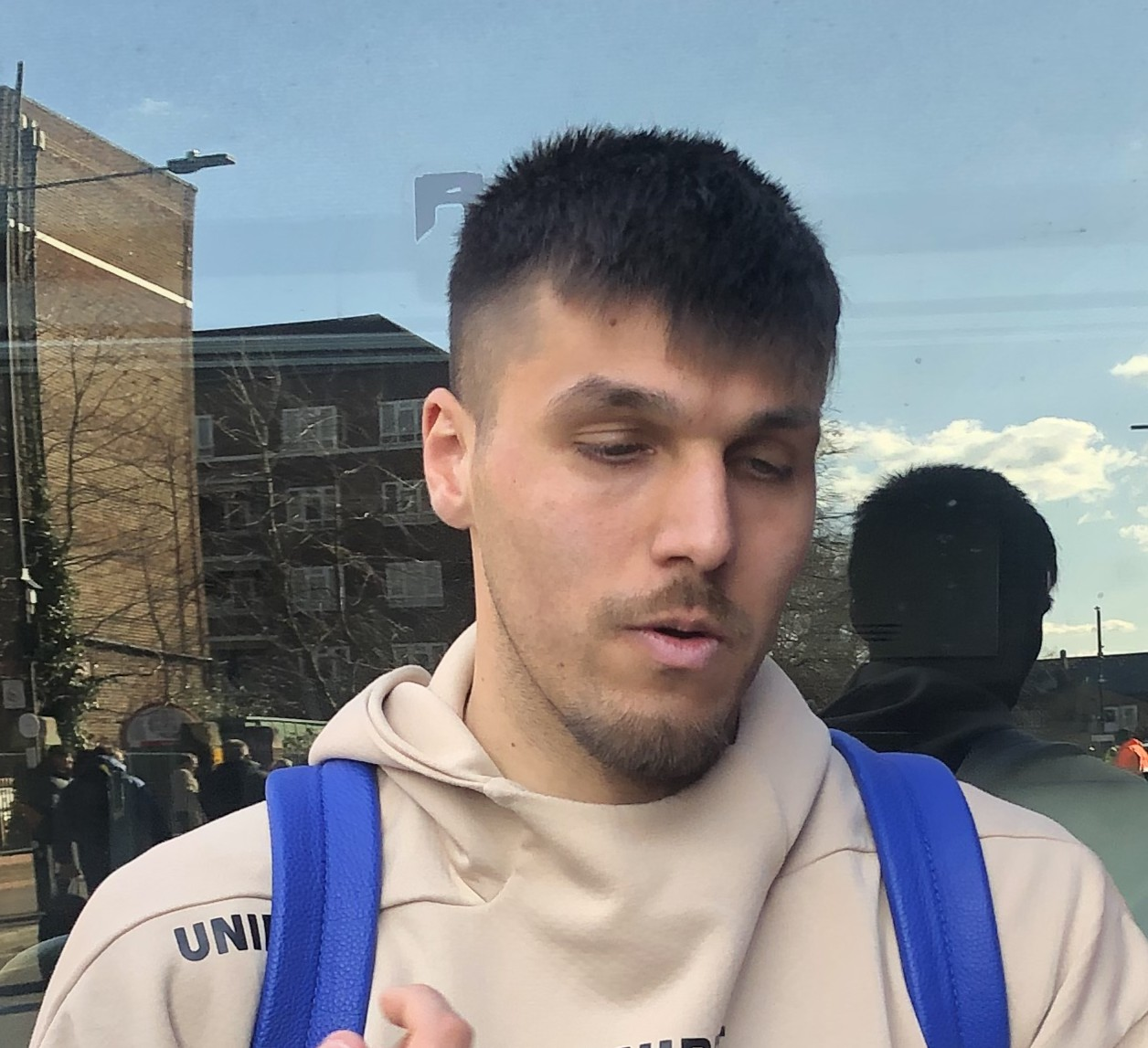
Joël Piroe (* 1999)

- Pirog, Anthony, US-amerikanischer Jazz- und Fusionmusiker (Gitarre)
- Pirog, Dmitri Jurjewitsch (* 1980), russischer Boxer
- Pirogow, Kirill Alfredowitsch (* 1973), russischer Schauspieler
- Pirogow, Nikolai Iwanowitsch (1810–1881), russischer Arzt und Begründer der Feldchirurgie
- Pirogowa, Marija Konstantinowna (* 1990), russische Schauspielerin
- Piroird, Gabriel (1932–2019), französischer Geistlicher, römisch-katholischer Bischof von Constantine
- Pirolley, René (1931–2013), französischer Schwimmer
- Pirolt, Franz (* 1961), österreichischer Politiker (FPÖ, FPK), Mitglied des Bundesrates
- Piromalli, Paolo (1592–1667), italienischer Geistlicher, Missionar, Autor und Mediziner
- Piron, Alexis (1689–1773), französischer Jurist und Schriftsteller
- Piron, Armand J. (1888–1943), US-amerikanischer Jazz-Violinist und Band-Leader
- Piron, Claude (1931–2008), Schweizer Psychologe
- Piron, Constantin (1932–2012), belgischer Physiker
- Piron, Harald (* 1967), deutscher Psychotherapeut und Meditationsforscher
- Piron, Jean-Baptiste (1896–1974), belgischer General
- Piron, Johannes (1923–1989), deutscher Schriftsteller und Übersetzer
- Piron, Maurice (1914–1986), belgischer Romanist und Wallonist
- Piron, Mordechai (1921–2014), israelischer Oberrabbiner und Generalmajor
- Piron, Schai Mosche (* 1965), israelischer Rabbiner, Erzieher, Politiker und Minister
- Pirondi, Ciro (* 1956), brasilianischer Architekt und Stadtplaner
- Pirone, Valeria (* 1988), italienische Fußballspielerin
- Pironi, Didier (1952–1987), französischer AutorennfahrerDidier Pironi (1952–1987)

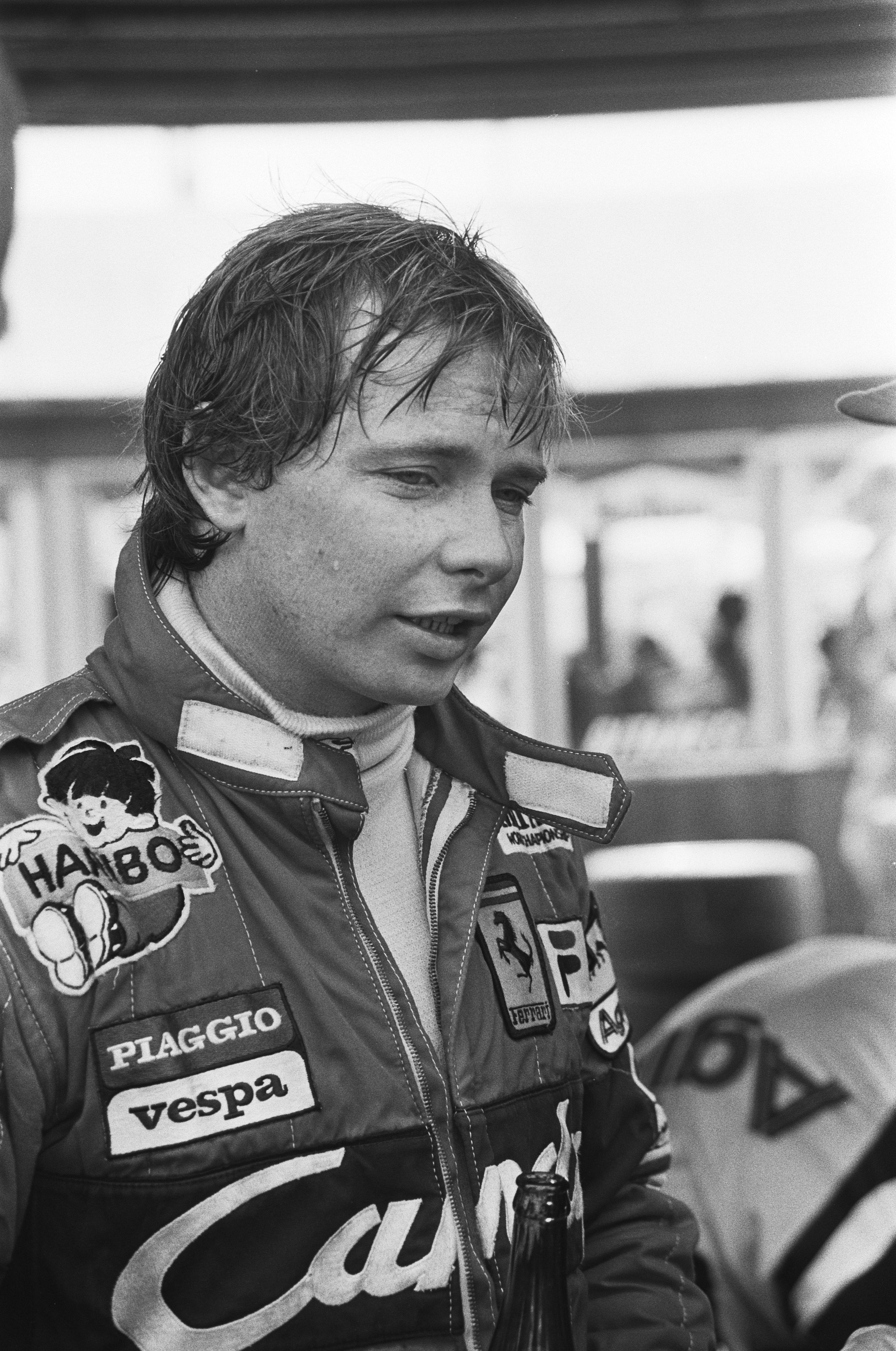
Didier Pironi (1952–1987)

- Pironio, Eduardo Francisco (1920–1998), argentinischer Geistlicher, Kardinal der römisch-katholischen Kirche und Seliger
- Pironkoff, Simeon (* 1965), österreichischer Komponist und Dirigent
- Pironkow, Simeon (1927–2000), bulgarischer Komponist
- Pironkowa, Zwetana (* 1987), bulgarische Tennisspielerin
- Piront, Shayne (* 1996), belgische Politikerin
- Pironti, Massimiliano (* 1981), italienischer Schauspieler, Sänger, Tänzer und Maler
- Pirooznia, Nima (* 1981), deutscher Politiker (Grüne), MdBB
- Piroš, Kamil (* 1978), tschechischer Eishockeyspieler
- Piros, Zsombor (* 1999), ungarischer Tennisspieler
- Piroschkowa, Antonina Nikolajewna (1909–2010), sowjetische Bauingenieurin und Hochschullehrerin
- Pirosh, Robert (1910–1989), US-amerikanischer Drehbuchautor und Filmregisseur
- Piroska von Ungarn (1088–1134), orthodoxe Heilige
- Pirosmani, Niko (1862–1918), georgischer MalerNiko Pirosmani (1862–1918)

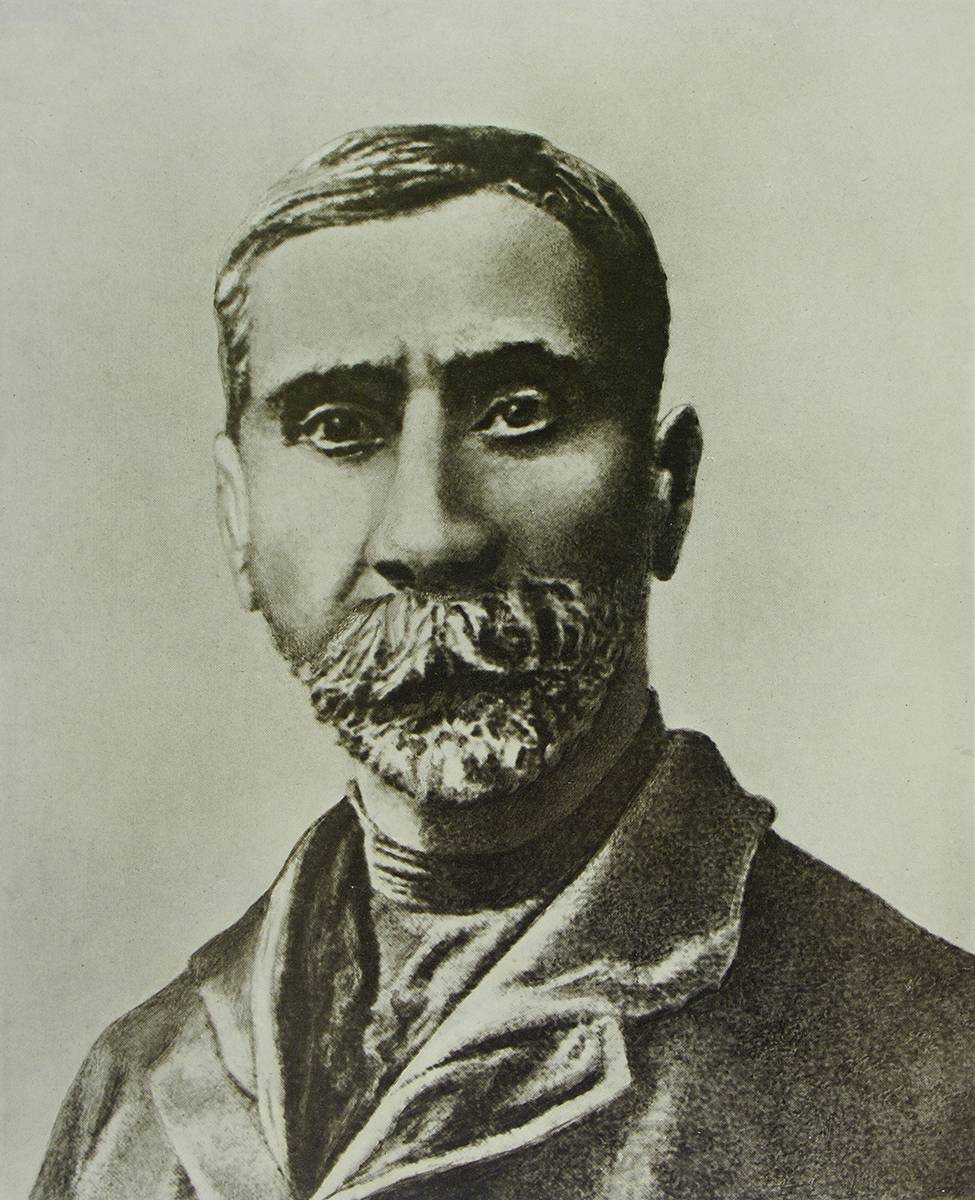
Niko Pirosmani (1862–1918)

- Pirot, Charly (1939–2015), deutscher Maler
- Pirot, Jean-Marie (1926–2018), französischer Maler
- Piroth, Charles (1906–1954), französischer Artilleriekommandeur bei Dien Bien Phu
- Piroth, Nicole (* 1964), deutsche Religionspädagogin und Hochschullehrerin
- Piroth, Peter (1951–2025), deutscher Fußballspieler
- Pirotte, Gaspar, belgischer Turner
- Pirotte, Julia (1907–2000), polnische Fotografin und Fotojournalistin
- Pirotte, Philippe (* 1972), belgischer Kunsthistoriker, Kurator und Kunstschulrektor
- Pirotte, Roger (* 1910), belgischer Radrennfahrer
- Piroué, Georges (1920–2005), Schweizer Schriftsteller und Übersetzer
- Pirouzfar, Parsa (* 1972), iranischer Schauspieler, Dramaturg, Theaterregisseur, Übersetzer und Maler
- Piròvano, Alberto (1884–1973), italienischer Ampelograph und Professor
- Pirovano, Aristide (1915–1997), italienischer römisch-katholischer Ordensgeistlicher, Generalsuperior des Päpstlichen Instituts für die auswärtigen Missionen
- Pirovano, Fabrizio (1960–2016), italienischer Motorradrennfahrer
- Pirovano, Laura (* 1997), italienische Skirennläuferin
- Pirow, Oswald (1890–1959), südafrikanischer Anwalt und Politiker
- Pirozhkova, Elena (* 1986), US-amerikanische Ringerin
- Pirozki, Fjodor (1845–1898), russischer Ingenieur und Offizier
- Pirožkov, Sergej (1958–1998), litauischer Politiker, Mitglied des Seimas
- Pirozzi, Felice (1908–1975), italienischer Geistlicher, römisch-katholischer Erzbischof und Diplomat des Heiligen Stuhls
- Pirozzi, Nicolás (* 2002), chilenisch-uruguayischer Skirennläufer

### Pirq
- Pirquet von Cesenatico, Peter Martin (1781–1861), österreichischer Feldzeugmeister
- Pirquet, Clemens von (1874–1929), österreichischer Kinderarzt, Bakteriologe, Immunologe
- Pirquet, Guido von (1880–1966), österreichischer Pionier der Raketentechnik

### Pirr
- Pirri (* 1945), spanischer Fußballspieler
- Pirri, Brandon (* 1991), kanadischer Eishockeyspieler
- Pirri, Luca (* 1973), italienischer Autorennfahrer
- Pirri, Massimo (1945–2001), italienischer Filmregisseur, Drehbuchautor und Dokumentarfilmer
- Pirri, Rocco (1577–1651), italienischer römisch-katholischer Abt, apostolischer Protonotar und Geschichtsschreiber
- Pirrie, Chloe (* 1987), schottische SchauspielerinChloe Pirrie (* 1987)

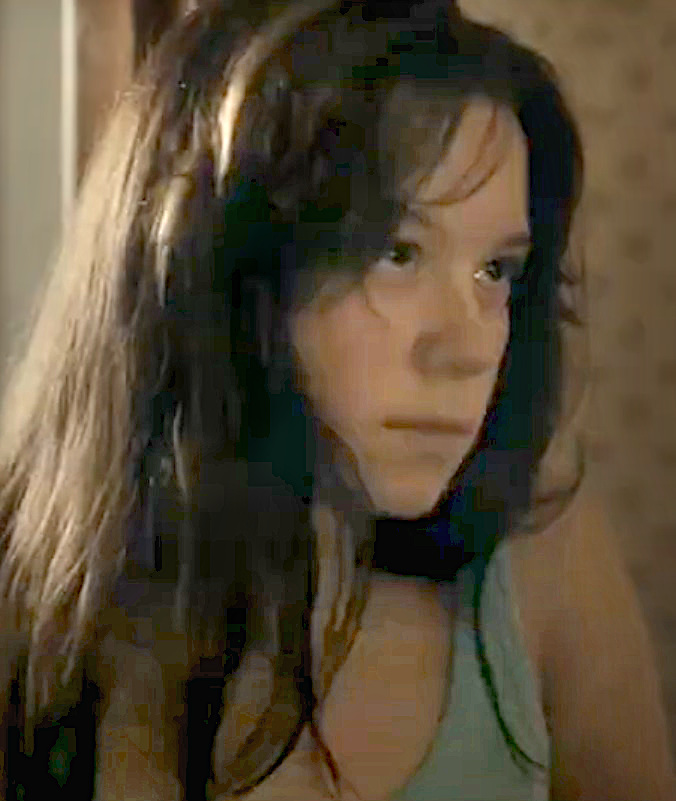
Chloe Pirrie (* 1987)

- Pirrie, Margaret Montgomery (1857–1935), britische Unternehmerin und Philanthropin
- Pirrie, William, 1. Viscount Pirrie (1847–1924), irischer Schiffsbauer und Politiker
- Pirringer, Andreas (* 1967), österreichischer Multiinstrumentalist, Komponist und Bandleader
- Pirro, André (1869–1943), französischer Musikwissenschaftler und Organist
- Pirro, Emanuele (* 1962), italienischer Automobilrennfahrer
- Pirro, Jakob (1899–1962), deutscher Politiker (NSDAP), MdR
- Pirro, Jean (1813–1886), Autor der Plansprache Universalglot
- Pirro, Jeanine (* 1951), amerikanische Richterin, Staatsanwältin und PolitikerinJeanine Pirro (* 1951)

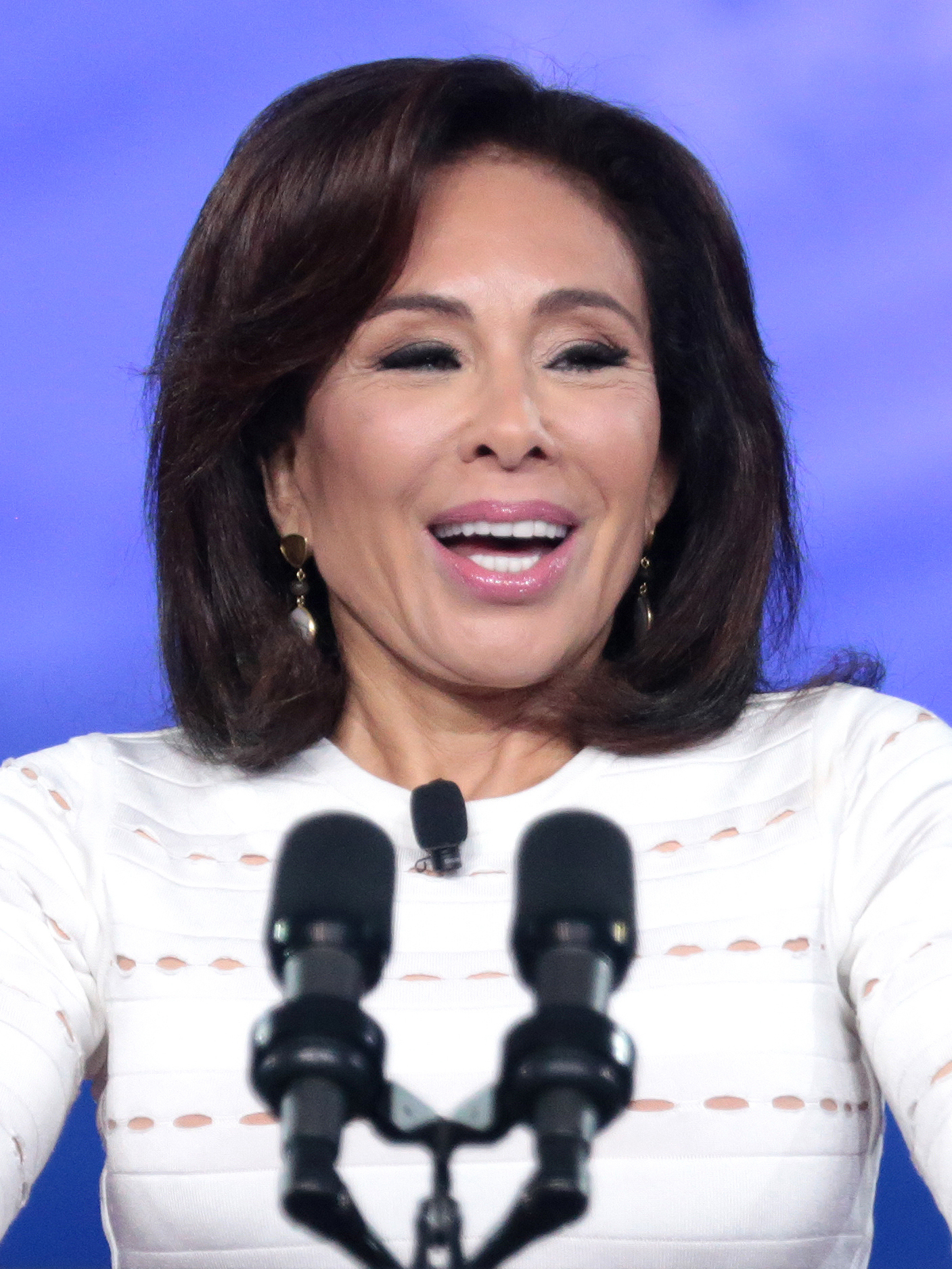
Jeanine Pirro (* 1951)

- Pirro, Michele (* 1986), italienischer Motorradrennfahrer
- Pirro, Ugo (1920–2008), italienischer Drehbuchautor und Schriftsteller
- Pirron, Bobby (1918–2007), schweizerisch-österreichischer Sänger, Akkordeonspieler, Conférencier und Texter
- Pirrone, Elena (* 1999), italienische Radrennfahrerin
- Pirrotta, Nino (1908–1998), italienischer Musikwissenschaftler und -pädagoge
- Pirrotti, Pompilio Maria (1710–1766), italienischer Piarist und Heiliger
- Pirrß, Oskar (1863–1930), deutscher Pädagoge und Autor
- Pirrung, Adolf (1878–1965), deutscher Ingenieur und Elektrizitätswirtschaftler
- Pirrung, Eva (* 1961), deutsche Fußballspielerin
- Pirrung, Friedrich (* 1886), deutscher Landrat
- Pirrung, Jörg (1940–2019), deutscher Jurist
- Pirrung, Josef (1949–2011), deutscher Fußballspieler
- Pirrus († 428), weströmischer Rebell
- Pirrwitz, Andrej (* 1963), deutscher Fotograf

### Pirs
- Pirsan, Paul (* 1956), rumänischer Agrarwissenschaftler und Universitätsrektor
- Pirsch, Adolf (1858–1929), österreichischer Maler
- Pirsch, Joachim (1914–1988), deutscher Ruderer
- Pirschel, Regine (* 1942), deutsche Übersetzerin
- Pirscher, Agnes (1811–1861), deutsche Opernsängerin (Sopran)
- Pirscher, Judith (* 1967), deutsche politische Beamtin und Politikerin (FDP)
- Pirsig, Detlef (1945–2019), deutscher Fußballspieler und -trainer
- Pirsig, Robert M. (1928–2017), US-amerikanischer AutorRobert M. Pirsig (1928–2017)

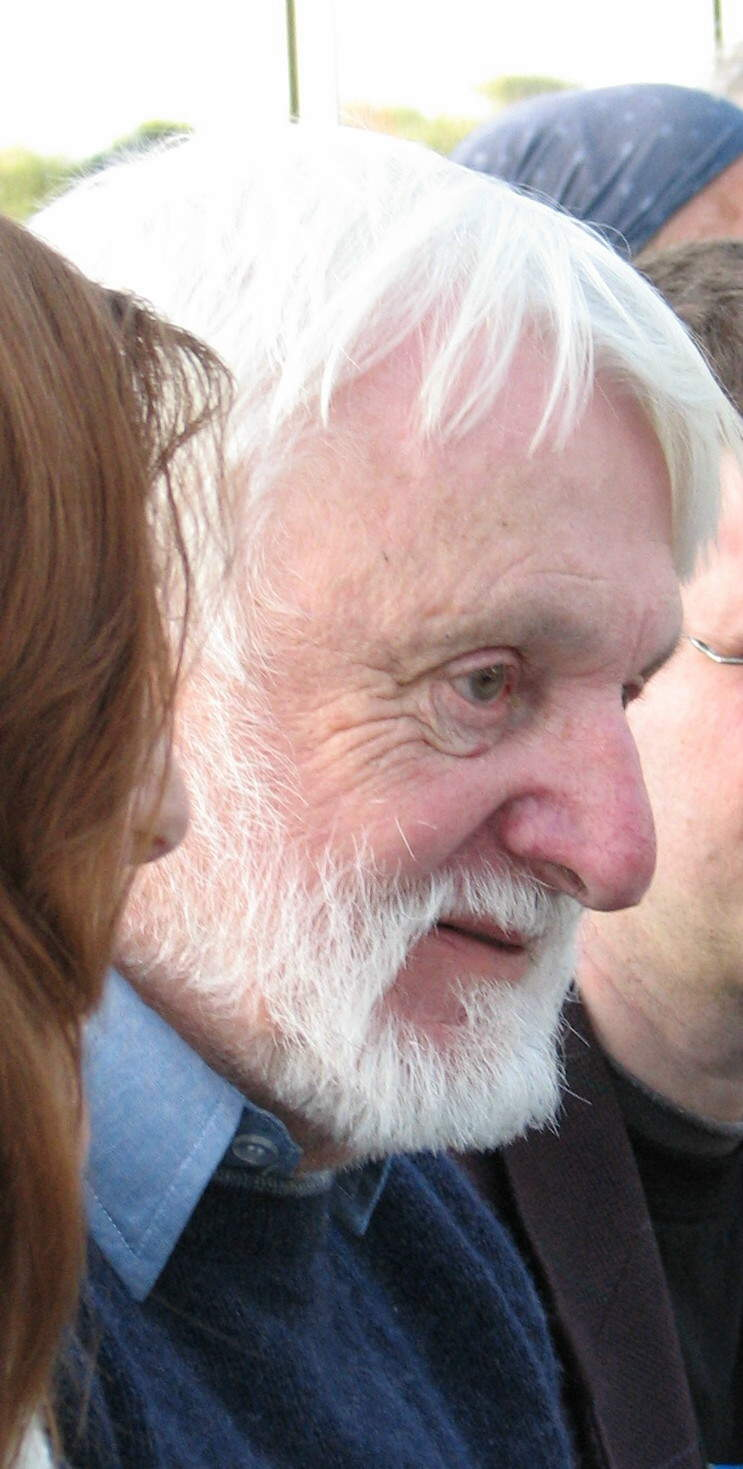
Robert M. Pirsig (1928–2017)

- Pirskawetz, Lia (* 1938), deutsche Schriftstellerin
- Pirson, André (1910–2004), deutscher Botaniker, Forscher und Hochschullehrer
- Pirson, Dietrich (1929–2021), deutscher Rechtswissenschaftler und Hochschullehrer
- Pirson, Felix (* 1968), deutscher Klassischer Archäologe
- Pirson, Julius (1870–1959), deutscher Romanist belgischer Abstammung
- Pirson, Sören (* 1985), deutscher Fußballtorwart
- Pirsson, Louis V. (1860–1919), US-amerikanischer Geologe und Petrologe

### Pirt
- Pirtac, Beatrice (* 2003), irische Tennisspielerin
- Pirtea, Adriana (* 1980), rumänische Langstreckenläuferin
- Pirtu, Cătălin (* 1992), rumänischer Biathlet

### Piru
- Pirumow, Alexander Iwanowitsch (1930–1995), russischer Komponist und Musikpädagoge
- Piruz Nahavandi († 644), Mörder von Umar ibn al-Khattab
- Piruz, Abdullah (* 1929), malaysischer Badmintonspieler

### Pirv
- Pîrvulescu, Constantin (1895–1992), rumänischer kommunistischer Politiker

### Pirw
- Pirwitz, Maria (1926–1984), deutsche Bildhauerin und Malerin

### Pirx
- Pirxhofer, Julius (1855–1917), österreichischer Jurist und Politiker

### Pirz
- Pirzad, Mona (* 1984), deutsche Schauspielerin iranischer Herkunft
- Pirzada, Abdul Hafiz (1935–2015), pakistanischer Politiker
- Pirzada, Syed Sharifuddin (1923–2017), pakistanischer Jurist, Beamter, Politiker und Autor
- Pirzer, Jonas (* 1985), deutscher Jazzmusiker (Schlagzeug, Komposition) und Jazzfunktionär
- Pirzio Biroli, Alessandro (1877–1962), italienischer General und OlympiateilnehmerAlessandro Pirzio Biroli (1877–1962)

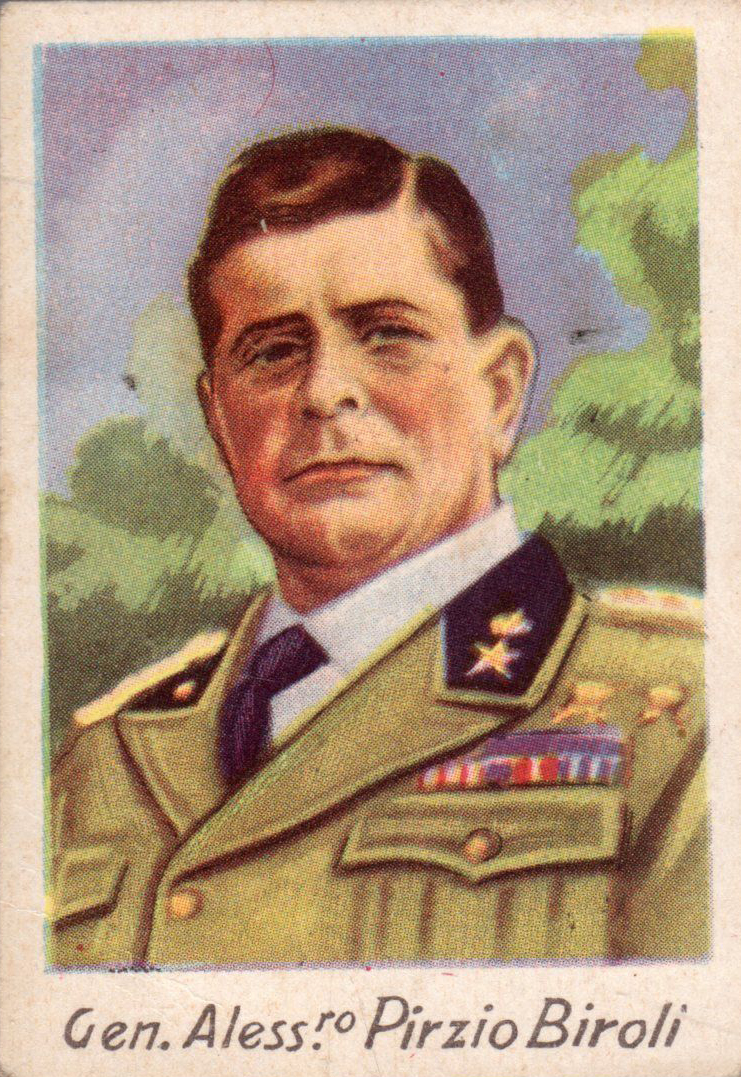
Alessandro Pirzio Biroli (1877–1962)